# Motorschwelle

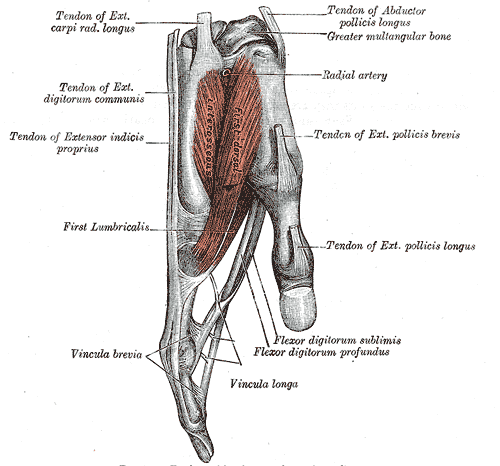
Muskel am Zeigefinger, der zur Motorschwell-Bestimmung genutzt werden kann

Die Motorschwelle (engl. motor threshold, daher auch MT abgekürzt), auch individuelle (kortikale) Reizschwelle oder motorische Reizschwelle, ist eine Messgröße, an der sich verschiedene Formen der Stimulation des Gehirns orientieren. Zu unterscheiden sind die Ruhemotorschwelle und die aktive Motorschwelle. Da eine Stimulation des Gyrus praecentralis und damit des Motorcortex eine direkt messbare Reaktion in den Muskeln erzeugt, stellt sie die einfachste Möglichkeit dar, die Auswirkung einer gewählten Stimulationsintensität zu quantifizieren. Werden andere Hirnregionen stimuliert, so ist die Auswirkung z. B. erst in Reaktionszeit-Experimenten oder anderen psychologischen Tests erkennbar.
Ein ähnliches Konzept ist der „phosphene threshold“, also die Stimulationsintensität bei dem Phosphene, durch Stimulation des visuellen Cortex, sichtbar werden.

## Motorschwelle bei Magnetstimulation

### Bestimmung
Für die Ruhemotorschwelle werden der untersuchten Person Elektroden, zumeist an Muskeln der Finger oder des Daumens (z. B. Musculi interossei dorsales manus 1, der Muskel, der beim Aneinanderpressen von Daumen und Zeigefinger am Zeigefinger-Ansatz hervorkommt) angeschlossen und die motorisch evozierten Potentiale (MEP) gemessen.
Im Fall von Transkranieller Magnetstimulation wird dann die Intensität der Stimulation bestimmt, die nötig ist, um ein MEP der Größe 50 µV zu erhalten, und zwar in der Hälfte der Tests.
Bei Magnetstimulation mit der Theta-Burst-Sequenz wird die aktive Motorschwelle verwendet. Gegenüber der Ruhemotorschwelle wird der Muskel dabei unter leichter Spannung gehalten.
Teilweise wird auf die Messung von MEP verzichtet und stattdessen versucht, ein sichtbares Zucken z. B. der anvisierten Hand zu erzeugen. Vor allem im therapeutischen Einsatz von transkranieller Magnetstimulation wird diese einfacher umzusetzende Methode genutzt. Allerdings weisen Westin et al. auf teils starke Abweichungen der Messwerte gegenüber mittels MEP ermittelter Motorschwelle und das durch entstehende Sicherheitsrisiko hin.

### Abhängigkeit des Messwerts
Wurde die Motorschwelle bestimmt, wird die Intensität für die Stimulation anderer Gehirnareale an diesen Messwert angepasst. Die Übertragung der Erregbarkeit des Motorcortex auf andere Hirnregionen wird u. a. aufgrund unterschiedlicher Abstände zwischen Neocortex und Kopfoberfläche kritisiert, da die Feldstärke von der Entfernung von der Spule abhängig ist.
Verschiedene Studien zeigten außerdem, dass die Motorschwelle in Abhängigkeit von der Tätigkeit der Versuchsperson schwankt. So sinkt die Motorschwelle z. B. bei vorgestellten Bewegungen der untersuchten Hand leicht. 
Die Motorschwelle schwankt individuell durch die Tiefe des Handareals unter der Schädeldecke und durch die Dicke des Fettgewebes, das sich zwischen Schädel und Gehirn befindet. Bei der Bestimmung muss auf die Flussrichtung des Stroms in der Spule, die Orientierung der drei Winkel (Spule gegenüber dem Kopf) und auf das direkte Auflegen der Spule auf den Kopf geachtet werden.